# NGC 6187
NGC 6187 (również PGC 58429) – galaktyka spiralna (S), znajdująca się w gwiazdozbiorze Smoka. Odkrył ją Charles Young 5 października 1883 roku.